# Ōkubi-e
Un ōkubi-e (en japonés: 大 首 絵) es un retrato o pintura japonesa del género Ukiyo-e que muestra solamente la cabeza, o bien la cabeza y la parte superior del torso. A Katsukawa Shunkō I se le ha atribuido la producción del primer ōkubi-e. Éste autor, junto con Katsukawa Shunshō, diseñó ōkubi-e de actores masculinos de kabuki. A principios de la década de 1790, Utamaro diseñó el primer ōkubi-e de mujeres hermosas (bijin-ga ōkubi-e). Las autoridades del shogunato prohibieron el ōkubi-e en 1800, pero la prohibición se levantaría ocho años después.

## Galería

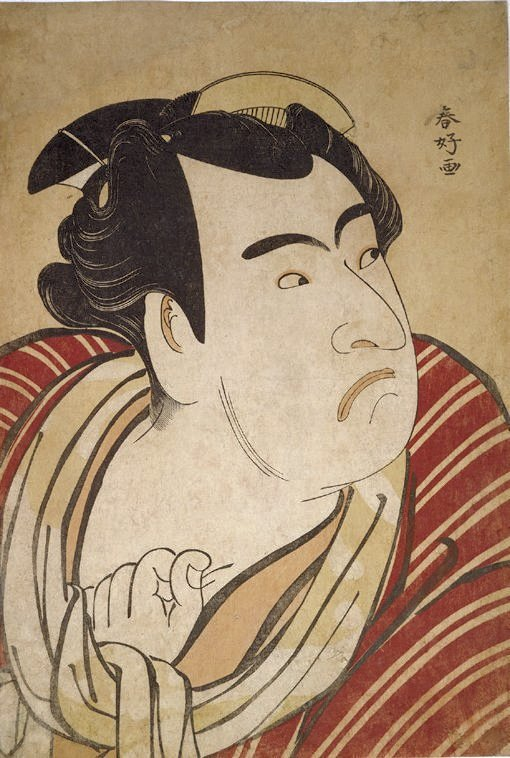
Ōkubi-e del actor Matsumoto Kōshirō IV como Tsurunosuke, un grabado en madera de Katsukawa Shunkō I
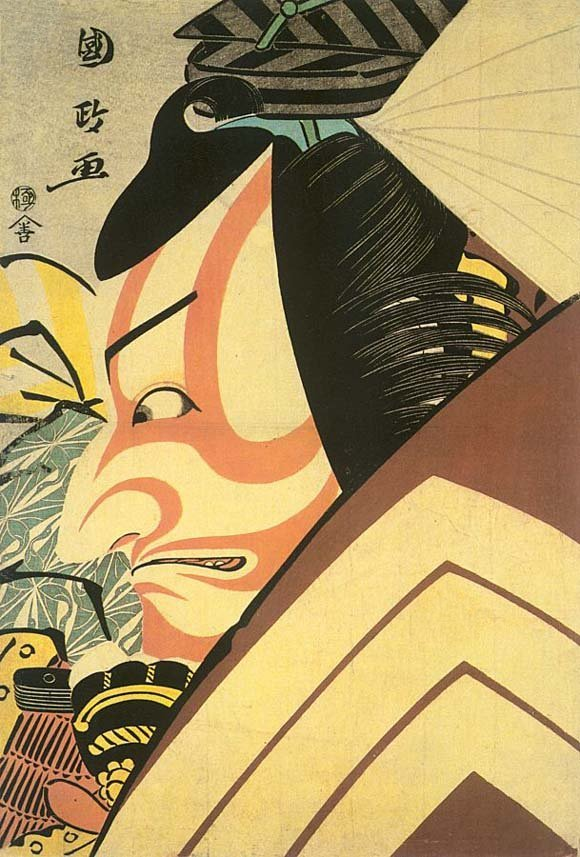
Grabado en madera del actor Ichikawa Ebizō en el papel de shibaraku, obra de Utagawa Kunimasa, 1796
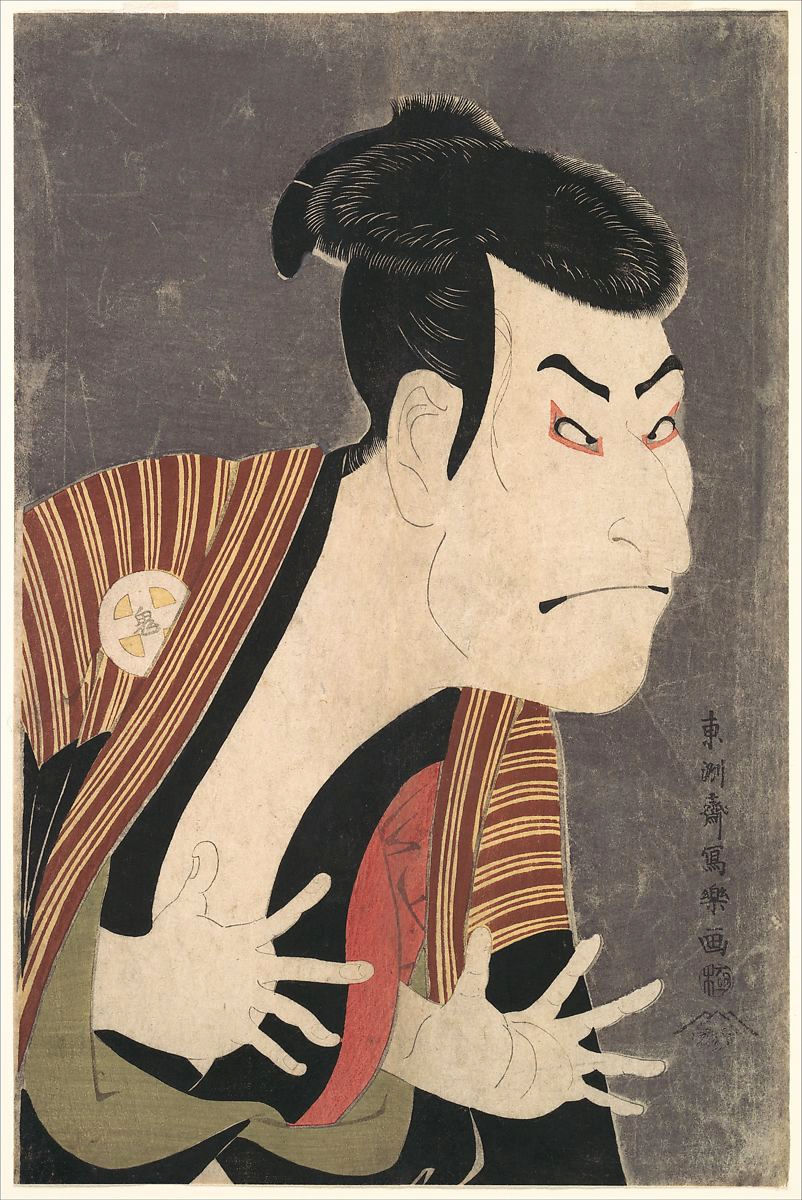
Nakazō Nakamura II como Edobee, grabado en madera de Sharaku, 1794
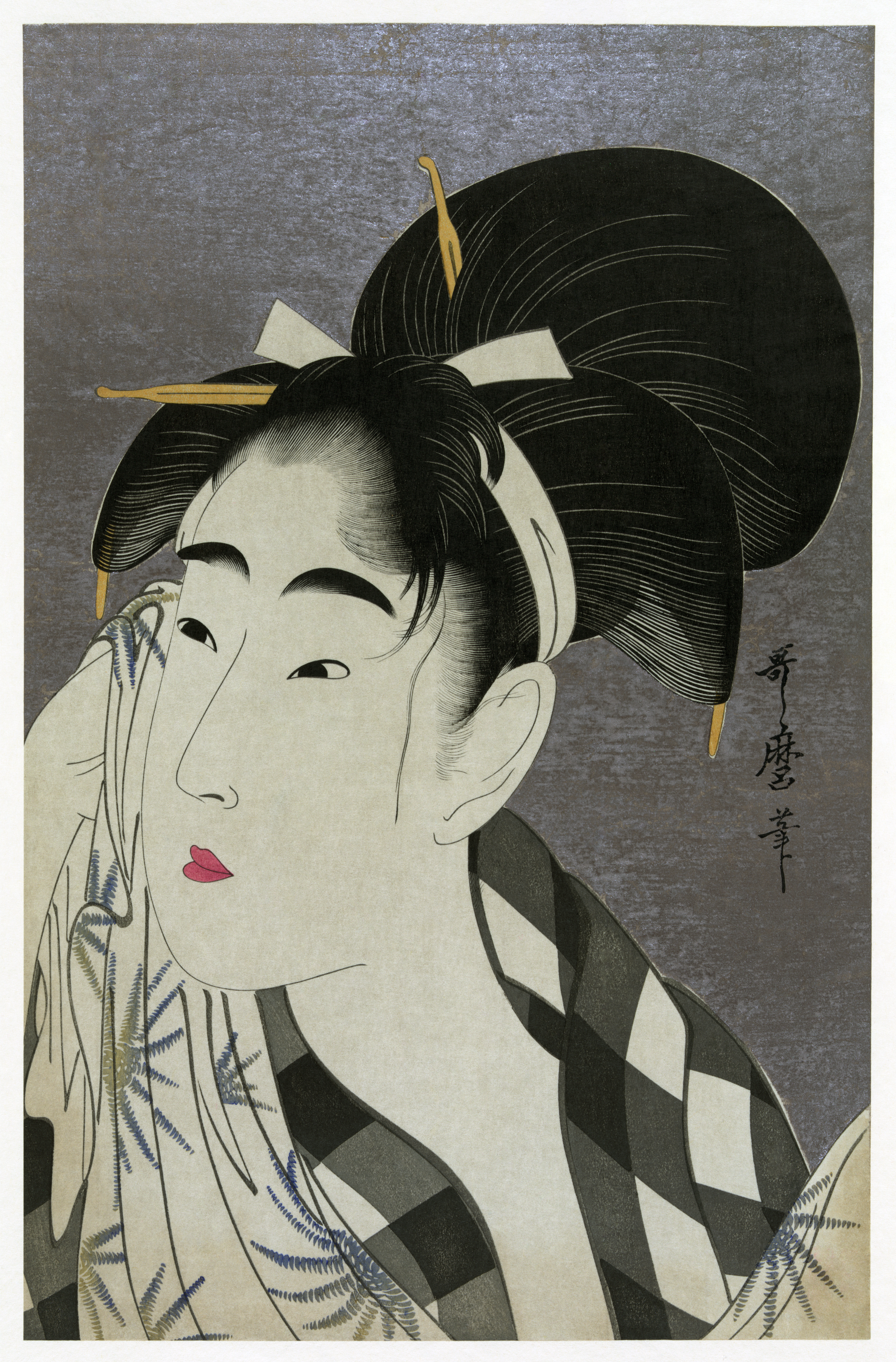
Mujer limpiando el sudor, grabado en madera de Utamaro, 1798
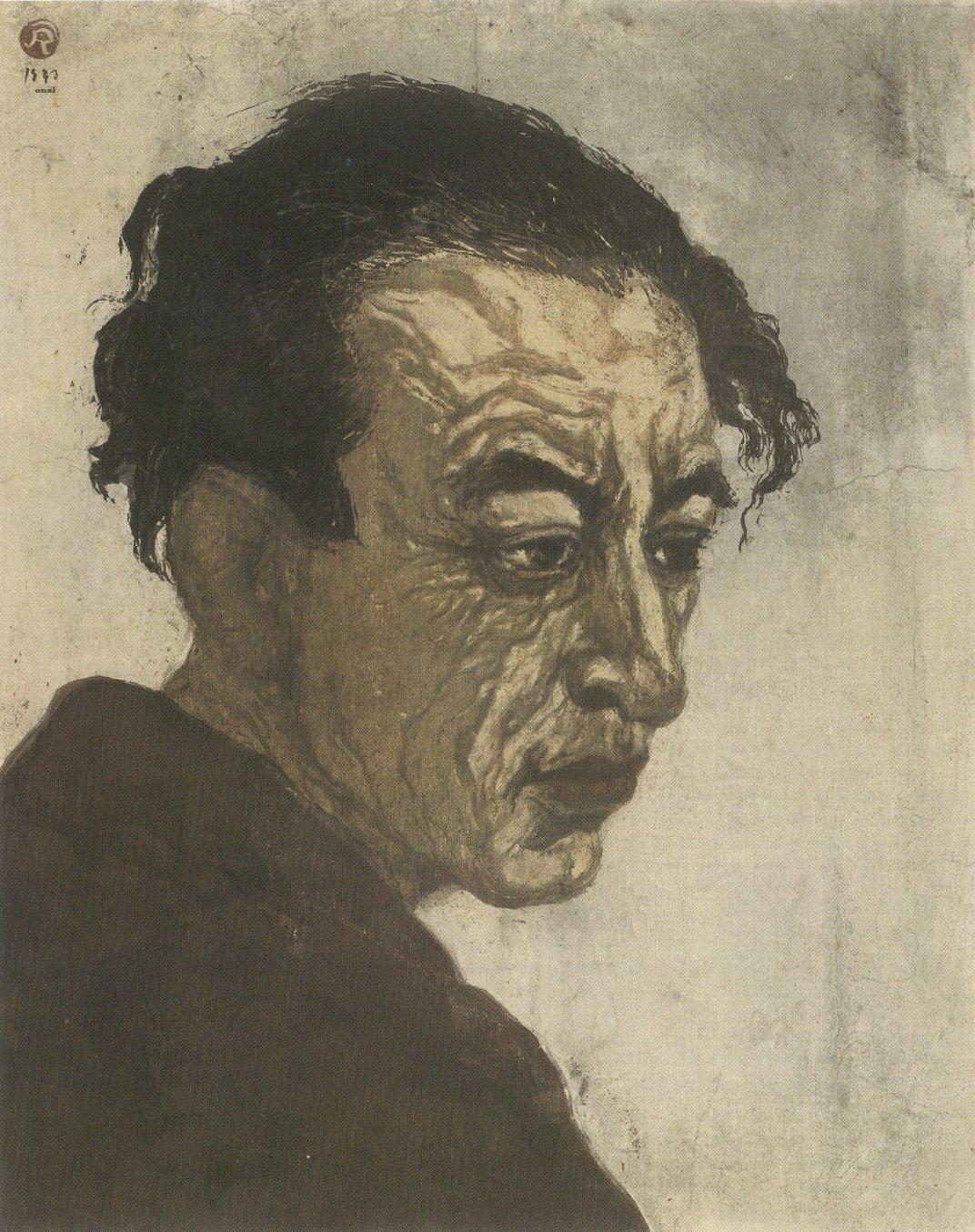
Retrato de Hagiwara Sakutarō, grabado en madera de Onchi Kōshirō, 1943